# Groene Leeuw (equip ciclista)

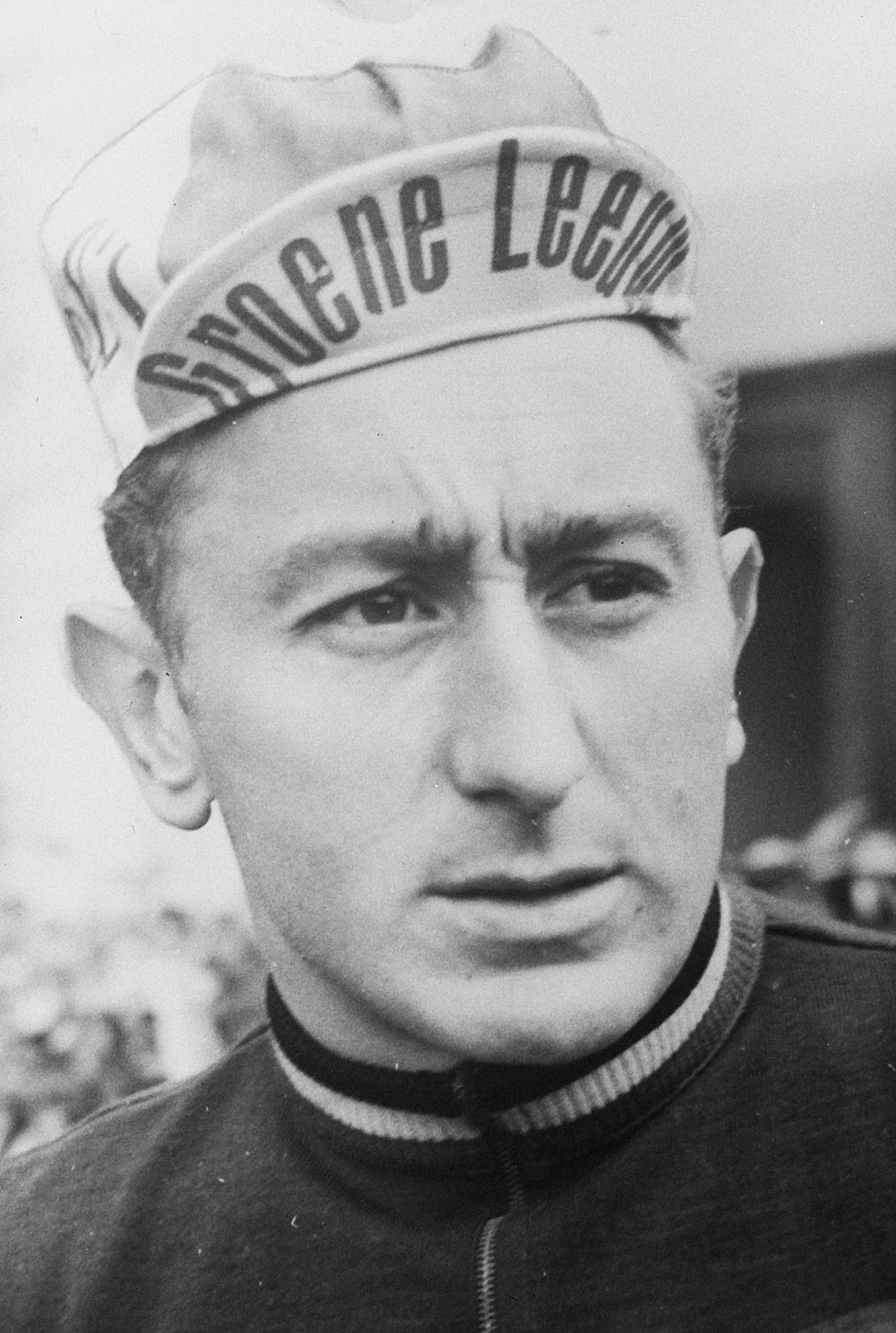
Willy Vannitsen al 1962

L'equip Groene Leeuw, conegut també com a Wiel's-Groene Leeuw, Tibetan o Pull Over Centrale, va ser un equip ciclista belga, de ciclisme en ruta que va competir entre 1945 i 1969.

## Principals resultats
- Circuit de les Ardenes flamenques: Noël Foré (1957), Daniel Denys (1959), Gustaaf Desmet (1963, 1967)
- A través de Flandes: Noël Foré (1957), Arthur Decabooter (1960), Walter Godefroot (1966)
- Gant-Wevelgem: Noël Foré (1958), Benoni Beheyt (1963)
- Volta a Bèlgica: Noël Foré (1958), Armand Desmet (1959), Alfons Sweeck (1960), Benoni Beheyt (1964)
- E3 Harelbeke: Armand Desmet (1958), Arthur Decabooter (1962), André Messelis (1962)
- París-Roubaix: Noël Foré (1959)
- Volta a Suïssa: Hans Junkermann (1962)
- Volta a Llevant: Fernando Manzaneque (1962)
- Tour del Nord: André Messelis (1962), Willy Van Den Eynde (1965)
- Fletxa Valona: Gilbert Desmet (1964)
- Quatre dies de Dunkerque: Gilbert Desmet (1964), Gustaaf Desmet (1965)
- Kuurne-Brussel·les-Kuurne: Gustaaf Desmet (1966), Freddy Decloedt (1969)
- Tour de l'Oise: Walter Boucquet (1968)

### A les grans voltes
- Giro d'Itàlia
  - 0 participacions

- Tour de França
  - 4 participacions (1962, 1963, 1964, 1965)
  - 6 victòries d'etapa:
    - 3 el 1962: Willy Vannitsen (2), Eddy Pauwels
    - 1 el 1963: Eddy Pauwels
    - 1 el 1964: Benoni Beheyt
    - 1 el 1965: Michael Wright

  - 1 classificacions secundàries:
    - Premi de la Combativitat Eddy Pauwels (1962)

- Volta a Espanya
  - 6 participacions (1960, 1961, 1962, 1965, 1966, 1969)
  - 10 victòries d'etapa:
    - 7 el 1960: Frans De Mulder (4), Arthur Decabooter (2), Alfons Sweeck
    - 3 el 1961: Marcel Seynaeve, René Van Meenen, Arthur Decabooter

  - 1 classificació finals:
    - Frans De Mulder: (1960)

  - 1 classificacions secundàries:
    - Classificació per punts: Arthur Decabooter (1960)

## Composició de l'equip
| \| Llista de l'equip 1966 \| Llista de l'equip 1966 \| Llista de l'equip 1966 \| Llista de l'equip 1966 \| \| Ciclista \| Data de naixement \| Equip previ \| \| \| ---------------------- \| ---------------------- \| ---------------------------- \| ---------------------- \| \| Benoni Beheyt \| 27 de setembre de 1940 \| \| \| \| Etienne Buysse \| 19 de març de 1944 \| \| \| \| Hubert Criel \| 23 de març de 1944 \| \| \| \| Jaak De Boever \| 29 de agost de 1937 \| Solo-Terrot (1963) \| \| \| Roger De Clercq \| 2 de setembre de 1930 \| \| \| \| Eric De Roose \| 4 de setembre de 1943 \| \| \| \| Eric De Vlaeminck \| 23 de març de 1945 \| \| \| \| Arthur Decabooter \| 3 de octubre de 1936 \| \| \| \| Eric Demunster \| 6 de febrer de 1942 \| Flandria-Romeo (1965) \| \| \| Gustaaf De Smet \| 15 de maig de 1935 \| \| \| \| Gilbert De Smet \| 18 de març de 1936 \| \| \| \| Leon Gevaert \| 9 de maig de 1937 \| \| \| \| Walter Godefroot \| 2 de juliol de 1943 \| \| \| \| Alphons Hellemans \| 7 de agost de 1939 \| \| \| \| Willy Huyvaert \| 12 de abril de 1943 \| \| \| \| Hubert Loomans \| 19 de juliol de 1943 \| \| \| \| Florent Moerenhout \| 14 de setembre de 1943 \| \| \| \| Victor Nuelant \| 2 de març de 1945 \| \| \| \| Henri Parmentier \| 6 de novembre de 1937 \| \| \| \| Eddy Pauwels \| 2 de maig de 1935 \| Margnat-Paloma-Dunlop (1964) \| \| \| Dieter Puschel \| 23 de juny de 1939 \| \| \| \| Clément Roman \| 22 de febrer de 1938 \| Flandria-Romeo (1965) \| \| \| José Sersté \| 7 de juliol de 1943 \| \| \| \| Freddy Tahay \| 29 de juliol de 1942 \| \| \| \| Jozef Timmerman \| 30 de octubre de 1941 \| \| \| \| Eddy Van Audenaerde \| 29 de setembre de 1945 \| \| \| \| Lionel Van Damme \| 1 de novembre de 1941 \| \| \| \| Leopold Van den Neste \| 27 de maig de 1942 \| \| \| \| Guy Van der Parre \| 29 de abril de 1942 \| \| \| \| Eduard Van Hove \| 17 de maig de 1940 \| \| \| \| Firmin Van Kerrebroeck \| 14 de desembre de 1922 \| \| \| \| René Van Meenen \| 14 de gener de 1931 \| \| \| \| Romain Van Wijnsberghe \| 10 de febrer de 1937 \| \| \| \| Artemio Vanughi \| 16 de abril de 1943 \| \| \| \| Frans Verbeeck \| 13 de juny de 1941 \| \| \| \| Willy Verbruggen \| 1 de novembre de 1942 \| Lamot-Libertas (1965) \| \| \| August Verhaegen \| 5 de agost de 1941 \| \| \| \| Michael Wright \| 25 de març de 1941 \| \| \| \| \| \| \| \| \| Font: Cycling Archives \| \| \| \| |                        |                              |  |
| Llista de l'equip 1966 |                        |                              |  |
| Ciclista | Data de naixement      | Equip previ                  |  |
| Benoni Beheyt | 27 de setembre de 1940 |                              |  |
| Etienne Buysse | 19 de març de 1944     |                              |  |
| Hubert Criel | 23 de març de 1944     |                              |  |
| Jaak De Boever | 29 de agost de 1937    | Solo-Terrot (1963)           |  |
| Roger De Clercq | 2 de setembre de 1930  |                              |  |
| Eric De Roose | 4 de setembre de 1943  |                              |  |
| Eric De Vlaeminck | 23 de març de 1945     |                              |  |
| Arthur Decabooter | 3 de octubre de 1936   |                              |  |
| Eric Demunster | 6 de febrer de 1942    | Flandria-Romeo (1965)        |  |
| Gustaaf De Smet | 15 de maig de 1935     |                              |  |
| Gilbert De Smet | 18 de març de 1936     |                              |  |
| Leon Gevaert | 9 de maig de 1937      |                              |  |
| Walter Godefroot | 2 de juliol de 1943    |                              |  |
| Alphons Hellemans | 7 de agost de 1939     |                              |  |
| Willy Huyvaert | 12 de abril de 1943    |                              |  |
| Hubert Loomans | 19 de juliol de 1943   |                              |  |
| Florent Moerenhout | 14 de setembre de 1943 |                              |  |
| Victor Nuelant | 2 de març de 1945      |                              |  |
| Henri Parmentier | 6 de novembre de 1937  |                              |  |
| Eddy Pauwels | 2 de maig de 1935      | Margnat-Paloma-Dunlop (1964) |  |
| Dieter Puschel | 23 de juny de 1939     |                              |  |
| Clément Roman | 22 de febrer de 1938   | Flandria-Romeo (1965)        |  |
| José Sersté | 7 de juliol de 1943    |                              |  |
| Freddy Tahay | 29 de juliol de 1942   |                              |  |
| Jozef Timmerman | 30 de octubre de 1941  |                              |  |
| Eddy Van Audenaerde | 29 de setembre de 1945 |                              |  |
| Lionel Van Damme | 1 de novembre de 1941  |                              |  |
| Leopold Van den Neste | 27 de maig de 1942     |                              |  |
| Guy Van der Parre | 29 de abril de 1942    |                              |  |
| Eduard Van Hove | 17 de maig de 1940     |                              |  |
| Firmin Van Kerrebroeck | 14 de desembre de 1922 |                              |  |
| René Van Meenen | 14 de gener de 1931    |                              |  |
| Romain Van Wijnsberghe | 10 de febrer de 1937   |                              |  |
| Artemio Vanughi | 16 de abril de 1943    |                              |  |
| Frans Verbeeck | 13 de juny de 1941     |                              |  |
| Willy Verbruggen | 1 de novembre de 1942  | Lamot-Libertas (1965)        |  |
| August Verhaegen | 5 de agost de 1941     |                              |  |
| Michael Wright | 25 de març de 1941     |                              |  |
| |                        |                              |  |
| Font: Cycling Archives |                        |                              |  |